# Thích Nhất Hạnh
Thích Nhất Hạnh (wym. tʰǐk ɲɜ̌t hɐ̂ʔɲ ( odsłuchaj); ur. 11 października 1926 w Huế, zm. 22 stycznia 2022 tamże) – wietnamski mnich buddyjski, mistrz zen, nauczyciel, autor książek, poeta oraz aktywista ruchów pokojowych. Mieszkał w Plum Village w departamencie Dordogne w południowej Francji. Podróżował po całym świecie, by nauczać. Opublikował ponad 100 książek. Jako aktywista ruchów pokojowych, promował on rozwiązywanie konfliktów bez używania przemocy.

## Życiorys
Wstąpił do klasztoru buddyjskiego w wieku lat 16., a mnichem został w 1949. W latach 60. podróżował do Stanów Zjednoczonych, by studiować na Uniwersytecie Princeton, a później wykładać na Uniwersytecie Cornella i Uniwersytecie Columbia. W 1963 wrócił do Wietnamu, by działać na rzecz powstrzymania wojny wietnamskiej. W 1964 założył w Sajgonie Młodzieżową Szkołę Służby Społecznej, organizację która zakładała szkoły i szpitale, odbudowywała zniszczone wioski i pomagała ludziom pozbawionym domów w wyniku wojny. W tym samym roku założył wydawnictwo La Boi Press, został także naczelnym redaktorem wydawnictw Zjednoczonego Kościoła Buddyjskiego.
W 1966 wrócił do USA, by nakłaniać rząd USA do wycofania się z Wietnamu. Współpracował w tym zakresie m.in. z Martinem Lutherem Kingiem. Za jego wkład w proces pokojowy, King wysłał w styczniu 1967 list do Komitetu Noblowskiego w Norwegii, nominujący go do Pokojowej Nagrody Nobla. King napisał: Nie znam nikogo godniejszego Pokojowej Nagrody Nobla niż ten łagodny mnich z Wietnamu. Zaprzyjaźnił się także ze znanym zakonnikiem i mistykiem, Thomasem Mertonem.
Od 1969 Thích Nhất Hạnh przewodniczył buddyjskiej delegacji na paryskie rozmowy pokojowe. Po podpisaniu układu pokojowego w 1973 rząd wietnamski zakazał mu powrotu do kraju (zgodę tę otrzymał dopiero w 2005). Osiedlił się wtedy niedaleko Paryża, gdzie założył komunę Sweet Potato. W latach 70. zajmował się m.in. tzw. „boat people”, uciekinierami wietnamskimi, którzy przeprawiali się do Tajlandii i Singapuru.
Na całym świecie zakładał klasztory i centra medytacyjne. Od 1982 mieszkał w założonym przez siebie ośrodku „Plum Village” w departamencie Dordogne na południu Francji. Opublikował ponad 100 książek. Do swojej śmierci aktywnie uczestniczył w wygaszaniu konfliktów na całym świecie (m.in. konfliktu izraelsko-palestyńskiego).
Władał biegle francuskim, angielskim, chińskim, sanskrytem, pali, japońskim oraz wietnamskim.

## Dzieła wydane po polsku
- Cud uważności: zen w sztuce codziennego życia: prosty podręcznik medytacji (The Miracle of Mindfulness: An Introduction to the Practice of Meditation, 1991), tłum. Grażyna Draheim, Jacek Santorski & Co Agencja Wydawnicza, Warszawa 1992, ISBN 8383386181.
- Gniew: mądrość dla ostudzenia płomieni (Anger: wisdom for cooling the flames, 2001), tłum. Justyna Grzegorczyk, Zysk i S-ka, Poznań 2004, ISBN 83-7298-635-5.
- Każdy krok niesie pokój; słowo wstępne Dalajlama XIV (Peace is every step, 1991), tłum. Teresa Tarkowska, Jacek Santorski & CO Agencja Wydawnicza, Warszawa 1991, ISBN 83-85386-04-1.
- Nauki o miłości (Teachings on love, 2005), tłum. Sebastian Musielak, Rebis, Poznań 2006, ISBN 83-7301-760-7.
- Słońce moim sercem: od uważności do kontemplacyjnego wglądu (Sun my heart: from mindfulness to insight contemplation, 1988), tłum. Jerzy Paweł Listwan, Jacek Santorski & Co Agencja Wydawnicza, Warszawa 2008, ISBN 978-83-7554-035-2.
- Smak. Świadome odżywianie, świadome życie (Savor: mindful eating, mindful life, 2011), tłum. Paweł Listwan, Wydawnictwo Czarna Owca, Warszawa 2011, ISBN 978-83-7554-290-5.
- Spokój to każdy z nas (Being peace, 1987), tłum. Michał Kłobukowski, Warszawa: Wydawnictwo Pusty Obłok, 1992; Jacek Santorski & Co Agencja Wydawnicza, 2008, ISBN 978-83-7554-014-7.
- Spokój z każdym oddechem. Codzienne medytacje uzdrawiające życie (Peace Is Every Breath: A Practice for Our Busy Lives, 2011), tłum. Katarzyna Sapeta, Helion, Gliwice 2011, ISBN 978-83-246-3298-5.
- Śmierci nie ma, lęku nie ma: źródło pocieszającej mądrości życia (No death, no fear, 2003), tłum. Sebastian Musielak, Rebis, Poznań 2003, ISBN 83-7301-431-4.
- Świat w naszych rękach. W trosce o środowisko i pokój na Ziemi (The World We Have: A Buddhist Approach to Peace and Ecology, 2008), tłum. Paweł Listwan, Wydawnictwo Czarna Owca, Warszawa 2012, ISBN 978-83-7554-343-8.
- Zrozumieć nasz umysł (Understanding Our Mind, 2006), tłum. Jan Mieszczanek, Jacek Santorski & Co Agencja Wydawnicza, Warszawa 2008, ISBN 978-83-7554-072-7.
- Żywy Budda, żywy Chrystus (Living Buddha, living Christ, 1995), tłum. Robert Bartołd, Zysk i S-ka, Poznań 1998, ISBN 83-7150-358-X.
- Serce Zrozumienia (The Heart of Understanding, 1988), tłum. Zbigniew Mach, Buddyjski Dom Wydawniczy, Warszawa 1999
- Lęk. Co warto wiedzieć, by przetrwać burzę (Fear: Essential Wisdom for Getting Through the Storm), tłum. Jolanta Kozak, Mariusz Orski, Wydawnictwo Czarna Owca, Warszawa 2021, ISBN 978-83-8143-532-1.

## Linia przekazu Dharmy
Pierwsza liczba oznacza pokolenie od Bodhidharmy.
Druga liczba oznacza pokolenie od Linjiego Yixuana
Trzecia liczba oznacza początek nowej generacji w innym kraju
- 39/29. Huanyou Zhengchuan
  - 40/30. Miyun Yuanwu (1566–1642) 12 spadkobierców
    - 41/31. Poshan Haiming (1577–1666)
      - 42/32. Zhangrue Tongzui (1610–1693)

    - 41/31. Hanyue Fazang (1573–1635)
    - 41/31. Muchen Daomin (1596–1674)
      - 42/32. Shouzun Yuanzhao (1647–1729)
        - 43/33/1. Nguyên Thiều (zm. 1712) Wietnam – szkoła lâm tế (czyli linji) założona w 1696 roku
          - 44/34/2. Minh Hoằng, Tử Dung
            - 45/35/3. Thiệt Diệu Thích Liễu Quán (1670-1742)
              - 46/36/4. Tế Ân, Lưu Quang
                - 47/37/5. Đại Tuệ, Chiếu Nhiên
                  - 48/38/6. Đạo Minh, Phổ Tịnh (zm. 1816)
                    - 49/39/7. Tánh Thiên, Nhất Định (1784-1847)
                      - 50/40/8. Hải Thiệu, Cương Kỷ (1810-1899)
                        - 51/41/9. Thanh Thái, Chính Sắc, Thích Tuệ Minh (1861-1939)
                          - 52/42/10. Thanh Quí, Cứu Cánh, Thích Chân Thật (1884-1968)
                            - 53/43/11. Trừng Quang, Phùng Xuân, Thích Nhất Hạnh (1926-2022)